# Histoire des États-Unis de 1964 à 1980
Entre 1964 et 1980, les États-Unis traversent une période de profondes mutations sociales, économiques et politiques. Les années 1960 sont marquées par un boom économique et des avancées technologiques notables, comme le programme Apollo. La guerre du Viêt Nam et la diplomatie de la guerre froide dominent l'agenda international, tandis que sur le plan intérieur, les mouvements pour les droits civiques et contre la pauvreté redéfinissent le contrat social. Le choc pétrolier de 1973 et le déficit commercial qui s'ensuit posent cependant de nouveaux défis économiques. En somme, cette période est un tournant qui façonne l'Amérique moderne dans toutes ses dimensions.

## Démographie
En 1964, la population des États-Unis est estimée à plus de 191 millions d'habitants. Le recensement de 1970 indique 203,4 millions d'habitants et celui de 1980 226,5 millions d'habitants.
On assiste à la fin du baby boom, à une nette baisse de l'immigration européenne et à une hausse de celle venant d'Asie.

## Économie et technologie

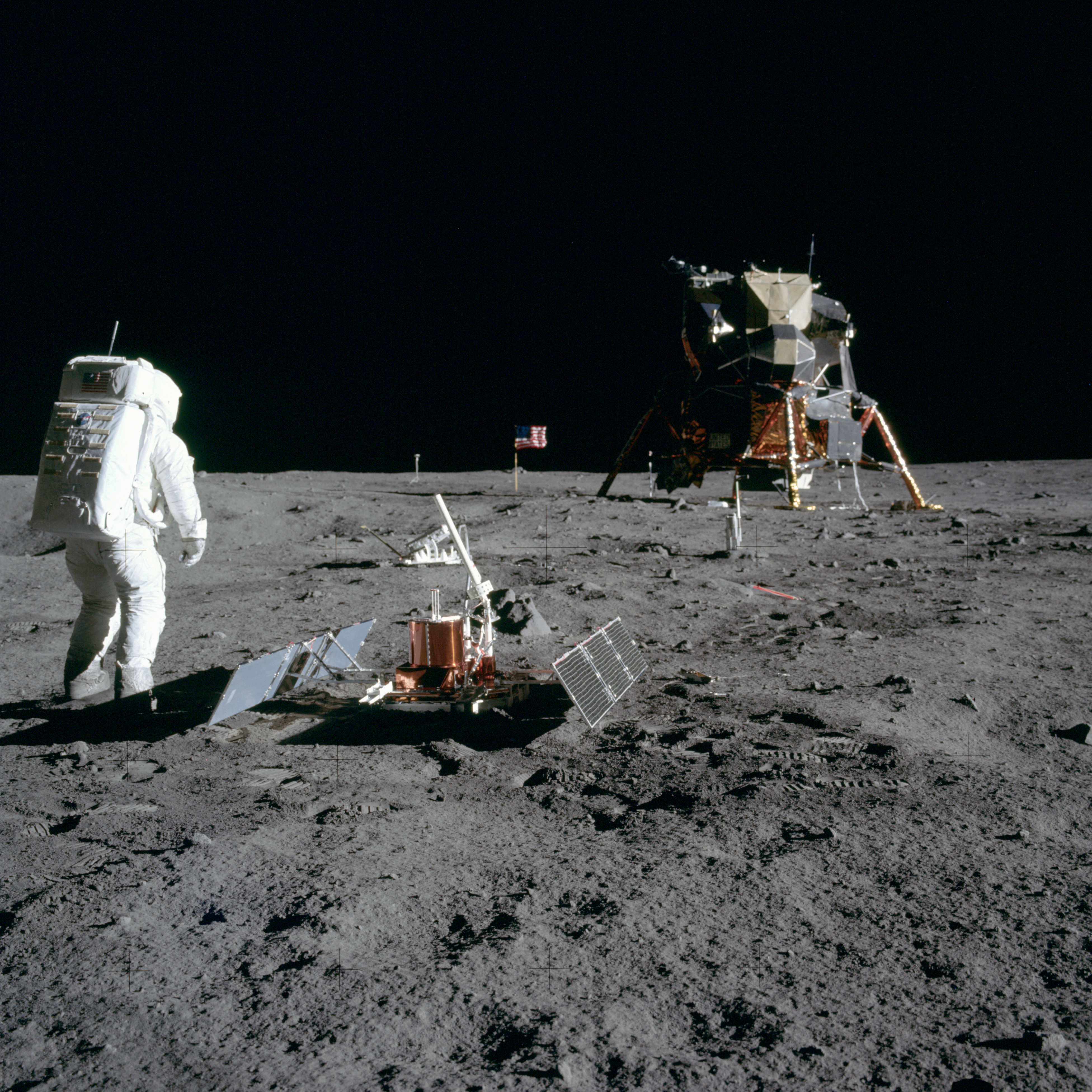
La mission Apollo 11 sur la Lune en juillet 1969. La course à l'espace a été un moteur du développement exponentiel de la technologie.

Les années 1960, dans le prolongement de la décennie 1950, voient un développement de l'économie américaine et le développement de nouvelles technologies conduisant à une révolution dans les domaines de l'aéronautique (mise en service des premiers avions de ligne à réaction, qui entraîne une montée en puissance massive du trafic aérien), l'astronautique (mise en œuvre du programme Apollo) et l'informatique (conception de l'ARPANET).
Les entreprises américaines multiplient les implantations à l'étranger et beaucoup de grandes sociétés deviennent des multinationales. Le taux de chômage passe de 5,2 % en 1964 à 3,6 % en 1968.
La guerre contre la pauvreté lancé par Lyndon B. Johnson lors de son discours sur l'état de l'Union de janvier 1964 a des résultats sensibles, les taux de pauvreté décroissent à leur plus bas niveau, 11,1 %. Ils sont restés depuis entre 11 et 15,2 %, alors que la moyenne était auparavant entre 20 et 25 %.
En 1970, le PNB des États-Unis est estimé à 3 536 622 millions de dollars internationaux soit 22 % du PNB mondial (cf. Liste historique des régions et pays par PIB).
La masse monétaire M2 en janvier 1960 était de 298,2 milliards de dollars américain, en janvier 1970, il est de 589,6 milliards et en janvier 1980 de 1 482,7 milliards.
Les années 1970 sont marquées par le choc pétrolier à partir de 1973. À cette époque, l'intensité énergétique est le double de celle en  2007, on assiste au début d'une certaine désindustrialisation et à une remontée du chômage atteignant 7,7 % en 1976.
Apparu à la fin des années 1960, le déficit commercial américain, devenu depuis un élément structurel de l’économie mondiale, conduit à un abandon de l'étalon-or en 1971.

## La guerre froide et la diplomatie internationale
Après la crise des missiles de Cuba, la situation durant cette période de la guerre froide se décrispe et les deux super-puissances renouent le dialogue entrant dans une période de détente et engagent des pourparlers en vue de limiter la course aux armements mais le budget de la Défense représente encore 8 % du PIB au début des années 1970.
On assiste au début des années 1970, à la fin de la guerre du Viêt Nam, à un retournement diplomatique spectaculaire avec la visite de Richard Nixon en Chine en 1972 qui marque le début d'une certaine alliance contre l'influence soviétique.
La défaite politique de la guerre du Viet-Nam et l'affaire du Watergate causent une perte de confiance de la diplomatie américaine dans les années 1970, accentuée par l'avancée du bloc soviétique dans plusieurs pays du Tiers-Monde (Angola, Mozambique, Éthiopie, Nicaragua...).

## Le bourbier du Viêt Nam
À bien des égards, la guerre du Viêt Nam est le prolongement direct de la guerre d'Indochine française. La France entendait conserver le contrôle de sa colonie d'Indochine contre un mouvement indépendantiste mené par le leader du Parti communiste Hô Chi Minh. Après la victoire des forces communistes vietnamiennes (Viêt-minh) sur l'armée coloniale française lors de la bataille de Diên Biên Phu en 1954, la colonie accède à l'indépendance. Le traité de paix de Genève coupe le Viêt Nam temporairement en deux, entre la république démocratique du Viêt Nam au Nord communiste et la République du Viêt Nam au Sud non-communiste. Le pays doit être réunifié à l'occasion d'élections prévues pour 1956. Cependant, les élections n'ont pas lieu, car le président Diem du gouvernement RVN, avec le soutien du président américain Eisenhower, les annule de peur que Hô Chi Minh ne les remporte. En réponse au refus d'organiser des élections de réunification, est constitué le Front de Libération Nationale (FLN ou Viêt-cong) comme mouvement de guérilla en opposition avec le gouvernement de la République du Viêt Nam.

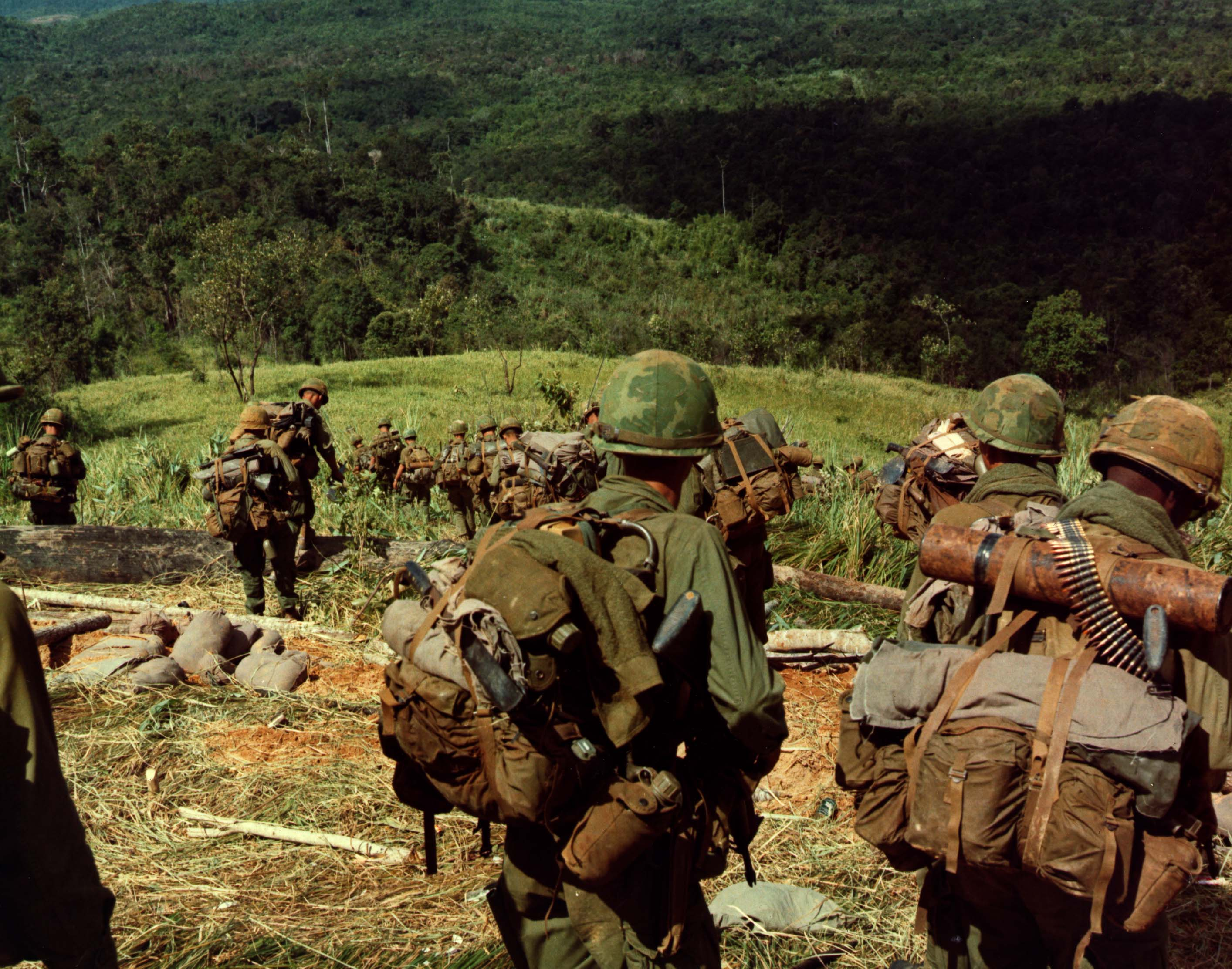
Fantassins américains au Sud Vietnam en 1967.

L'implication de l'Amérique dans la guerre est progressive. Il n'y a pas de déclaration de guerre formelle, mais en 1964, le Sénat des États-Unis approuve la résolution du golfe du Tonkin, apportant un large soutien au Président Johnson pour une implication américaine accrue. En 1968, plus de 500 000 soldats sont mobilisés et le nombre de soldats américains tués, annoncé tous les jeudis aux informations du soir, est de plus de 100 par semaine. La confiance de l'opinion américaine dans la « lumière au bout du tunnel » est balayée en 1968 quand l'ennemi, que l'on disait sur le point de s'effondrer, organise l'offensive du Tết.
Sur certains campus universitaires, un faible mouvement d'opposition à la guerre existe depuis 1964. Lentement, l'activisme étudiant monte en puissance avec l'arrivée des baby boomers dans les universités. Un mouvement d'opposition à la conscription se développe. La Guerre du Viêt Nam – première guerre télévisée – fait l'objet d'une couverture médiatique d'une intensité sans précédent ainsi que d'une opposition déterminée de la part de la « Nouvelle Gauche ».
Certains américains s'opposent à la guerre pour des raisons morales, dénonçant une guerre destructrice attentant à l'indépendance du Viêt Nam et une ingérence inacceptable dans une guerre civile étrangère. D'autres critiquent le manque d'objectifs clairs de l'entreprise, et jugent que l'intervention militaire, de plus en plus coûteuse, est vouée à l'échec. Certains activistes sont eux-mêmes des anciens combattants, comme en témoigne l'organisation des « Vétérans du Viêt Nam contre la Guerre ». Trente ans plus tard, des organisations de vétérans de la guerre du Golfe feront entendre leur opposition à la guerre d'Irak.
En 1968, le Président Lyndon B. Johnson (démocrate) entame sa campagne de réélection. Un autre démocrate, Eugene McCarthy, se présente contre lui pour l'investiture sur une plate-forme hostile à la guerre. McCarthy perd les premières élections primaires au New Hampshire, mais crée la surprise en réalisant un score élevé contre le sortant. Le coup ainsi porté à la campagne de Johnson, combiné à d'autres facteurs, le conduit à annoncer le retrait de sa candidature lors d'un discours télévisé surprise, où il annonce également le démarrage des Accords de paix de Paris avec le Viêt Nam. Saisissant l'opportunité de l'abandon de Johnson, Robert Francis Kennedy brigue alors l'investiture sur une plate-forme anti-guerre. Le vice-président de Johnson, Hubert Humphrey, se porte également candidat, promettant, lui, de continuer à aider le gouvernement du Sud Viêt Nam.

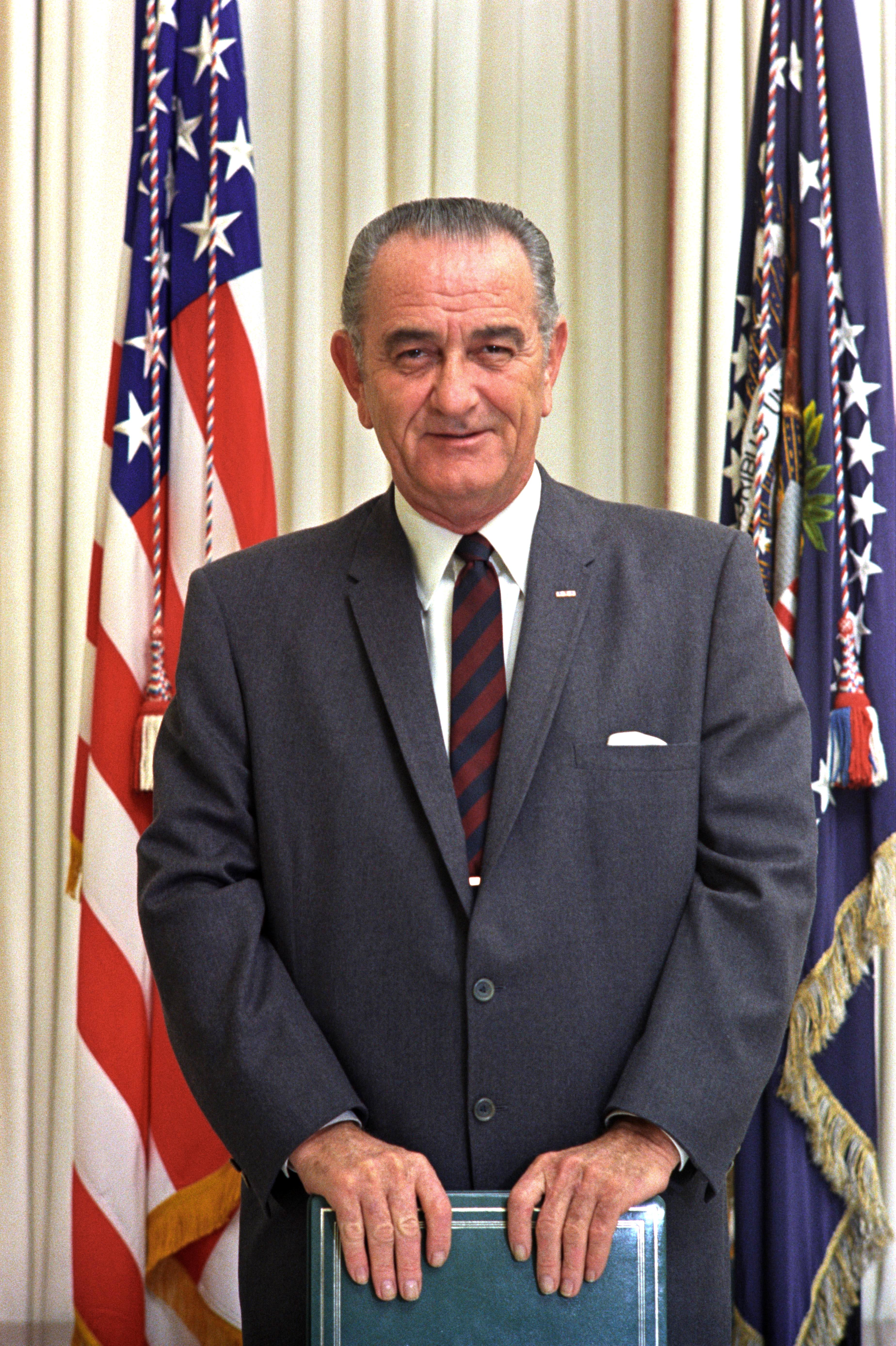
Lyndon Johnson

Robert Kennedy est assassiné durant l'été, et McCarthy se montre incapable de contrer le soutien dont jouit Humphrey auprès de l'élite du parti. Humphrey gagne l'investiture de son parti, et se présente contre Richard Nixon dans les élections générales. Pendant sa campagne, Nixon dit avoir un plan secret pour terminer la guerre.
Nixon est élu président et entame sa politique de lent désengagement de la guerre. Le but est d'aider progressivement le Sud à construire sa propre armée de sorte qu'il puisse poursuivre la guerre par lui-même. Cette politique devient la clé de voûte de la « doctrine Nixon ». Appliquée au Viêt Nam, la doctrine devient la « vietnamisation ». Son but est de permettre à l'armée du Sud-Viêt Nam de tenir contre le FLN et l'armée du Nord-Viêt Nam.
L'intégrité de la conduite des États-Unis durant la guerre est de plus en plus remise en question durant la présidence Nixon. En 1969, le massacre de Mỹ Lai, commis un an auparavant, devient un scandale national. Détenu pour le massacre de My Lai, Calley écope toutefois d'une peine légère à son procès en cour martiale en 1970, avant d'être gracié par le président Nixon. Mỹ Lai ne fut qu'un massacre parmi d'autres et des millions de Vietnamiens sont morts au cours de la guerre. Encore aujourd'hui la population du pays est victime de munitions non explosées, particulièrement les bombes à fragmentation. Les effets des agents chimiques sur l'environnement, ainsi que les problèmes sociaux colossaux causés par la dévastation du pays après tant de morts ont réduit la durée de vie de beaucoup de survivants. D'après les estimations de pertes les plus basses, basées sur les déclarations du Nord Viêt Nam le bilan s'élève à environ de 1,5 million de Vietnamiens tués. Le 3 avril 1995, le Viêt Nam déclarait qu'un total d'un million de combattants et quatre millions de civils vietnamiens ont été tués durant la guerre. Les pertes américaines se montent quant à elles à environ 58 000 tués.
En 1970, le Président Richard Nixon ordonne une incursion militaire au Cambodge qui était également en guerre civile afin de détruire les refuges Viêt-cong bordant le Sud-Viêt Nam. Bien que Nixon ait promis au Sud-Viêt Nam qu'il lui apporterait un soutien militaire dans l'éventualité d'un effondrement de la situation militaire, le Congrès des États-Unis refuse tout soutien financier à des actions militaires dans cette région. Parallèlement, Nixon joue aussi sa propre carrière politique, avec le scandale du Watergate dont le retentissement va grandissant. C'est ainsi que les renforts militaires promis pour la défense du gouvernement du Sud Viêt Nam ne sont pas envoyés ; l'aide économique, toutefois, se poursuit. Elle est cependant presque totalement escamotée par la corruption du gouvernement sud-vietnamien et peu de ressources viennent effectivement alimenter l'effort de guerre. Le 94e Congrès des États-Unis met un terme à l'aide, quelle qu'elle soit, pour le début de l'année fiscale 1975-76 (1er juillet 1975).
En 1973, les États-Unis retirent unilatéralement leurs forces du Viêt Nam. Début 1975, le Nord envahit le Sud et prend rapidement le contrôle de la totalité du pays. Saïgon est prise le 30 avril 1975. Le Nord-Viêt Nam unifie le Nord et le Sud du pays le 2 juillet 1976 pour créer la République socialiste du Viêt Nam.

## Coups d'État et opérations couvertes en Amérique latine
À la même époque, les États-Unis participent à de nombreuses actions armées en Amérique latine pour lutter contre l'influence des guérillas soutenue par Cuba et l'Union soviétique symbolisé par Che Guevara. Au Chili, que l'on craint de vouloir basculer dans l'autre bloc, cette politique contribue au renversement du chef de l'État élu démocratiquement, Salvador Allende, lors du coup d'État du 11 septembre 1973 au Chili, mené avec le soutien d'Augusto Pinochet. Aujourd'hui de nombreux documents déclassés montrent que le CIA a aussi joué un rôle dans l'opération Condor, bien que l'étendue de sa collaboration reste encore incertaine. Henry Kissinger a été impliqué dans plusieurs de ces actions.

## La guerre froide en Afrique
L’Afrique subsaharienne semble en marge dans la politique extérieure des États-Unis. En 1958, durant la décolonisation, est créé au sein du département d’État le poste de secrétaire d’État adjoint pour l’Afrique. Si les États-Unis ne signent pas d’alliance stratégique de défense avec le continent africain dans son ensemble, ils concluent cependant des accords de coopération militaire avec un certain nombre de pays, stratégiquement localisés en bordure des détroits, tels le Maroc et l’Égypte. Pendant longtemps, avec moins de 300 militaires officiellement permanents et aucune base pérenne notable, la présence militaire américaine en Afrique subsaharienne reste modeste.
À partir de 1945, tant Washington que Moscou soutiennent la décolonisation, au nom du « droit des peuples à disposer d’eux-mêmes ». En Afrique, les États-Unis sont longtemps quelque peu réticents à intervenir, par souci de respecter les « zones d’influence » des partenaires européens (Royaume-Uni, France, Portugal, Belgique). Mais, face au risque de prise de contrôle du continent par l’URSS, les États-Unis se substituent aux petites puissances pour gérer la décolonisation. Ainsi, Washington intervient en République démocratique du Congo en 1960 et finit par soutenir le général Mobutu qui n'a pourtant pas sa préférence et qui, grâce à un soutien militaire et à l'aide financière parvient à reconstruire le pays en 3 ans (1966-1969). Dans le sud du continent, en Angola, en Namibie et au Mozambique, quand le Portugal se désengage et que ces pays basculent dans le camp du Bloc de l'Est et soutiennent les mouvements armés d'opposition comme l'Union nationale pour l'indépendance totale de l'Angola, les États-Unis n'interviennent qu'indirectement à partir de 1975, par l'intermédiaire de l’Afrique du Sud.
Dans un contexte de retrait des petites puissances, la politique américaine repose sur le principe d’opposition à l’URSS. John Fitzgerald Kennedy instaure une "politique africaine", mais, fondamentalement, il s’agit là plus d’une politique antisoviétique que d’une véritable politique africaine. L’Afrique, à l’instar des autres régions du monde, n’est alors qu’un terrain d’affrontement. En outre, les intérêts économiques y sont relativement limités, à quelques exceptions près, comme en Afrique du Sud (en raison de la richesse minérale du pays) ou en Angola (où la richesse pétrolière intéresse l’entreprise américaine Gulf Oil).

## Réformes des années 1960
Chronologie : 

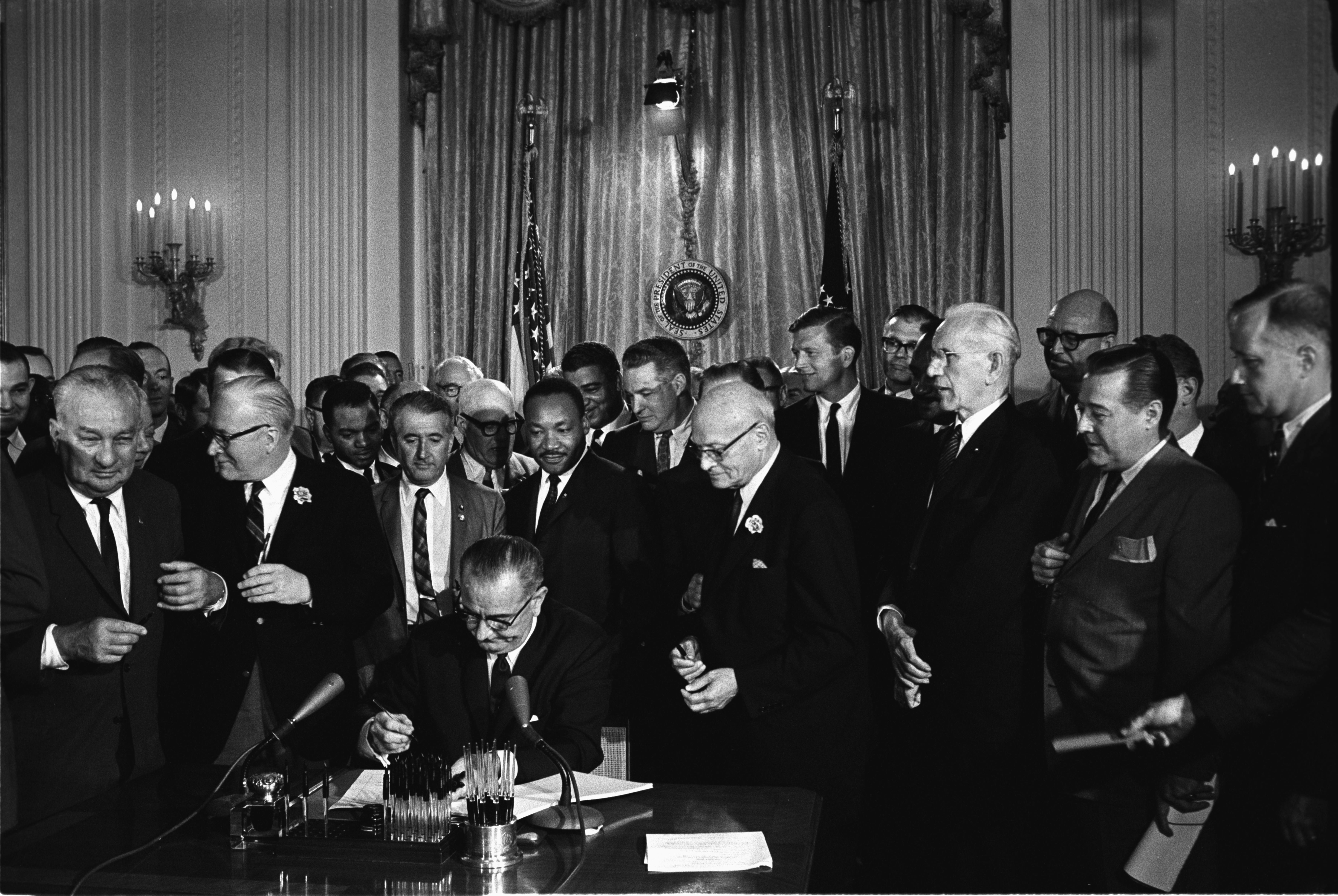
Lyndon Johnson signe la loi droits civiques en compagnie de Martin Luther King.

- 1962 : arrêt Engel de la cour suprême qui interdit la prière et la lecture de la Bible à l'école.
- 1964 : loi sur les droits civiques (Civil Rights Act) : interdiction de toute discrimination à l'emploi et dans les lieux publics (voir Mouvement des droits civiques aux États-Unis depuis 1954)
- août 1965 : Voting Rights Act permet aux Noirs de s'insérer dans le système politique.
- 1965 : assistance médicale aux personnes âgées (Medicare et aux plus démunis Medicaid votée dans le cadre de la « guerre contre la pauvreté »)
- 1965 : loi sur la contraception.
- 1966 : arrêt Miranda de la cour suprême : obligation pour la police de lire les droits aux suspects et droit à un avocat pour tous.
- 1969 : Manifeste d'Alcatraz des Amérindiens (voir l'American Indian Movement).

Les années 1960 voient la naissance et l'application de la discrimination positive en faveur des femmes et des minorités ethniques. En 1970, la population étudiante d'origine noire était estimée à environ 370 000 étudiants. Elle s'accroit rapidement pour représenter près de 840 000 étudiants en 1984 .